# Чемпіонат світу з волейболу сидячи 2018
Чемпіонат світу з волейболу сидячи 2018 відбувався у Нідерландах у різних містах Нідерландів. Тривав з 15 по 22 липня 2018 року. У чемпіонаті взяло участь 16 країн-учасниць. Україну представили 23 спортсмени. Чоловіча збірна України виборола четверте місце, а жінки вибороли 6 світову позицію.